# Strada senza ritorno (film 1989)
Strada senza ritorno (Street of No Return) è un film del 1989 diretto da Samuel Fuller.